# 施奈德山
82°36′S 42°45′W / 82.600°S 42.750°W
施奈德山（英語：Schneider Hills）是南極洲的山峰，位於伊利沙伯女皇地，屬於彭薩科拉山脈中阿根廷山脈的一部分，處於聖馬丁冰川以南，根據美國地質調查局的測量和美國海軍的空中照片被繪入地圖。